# Stazione di Seobinggo
La stazione di Seobinggo (서빙고역, 西氷庫驛, Seobinggo-yeok) è una stazione ferroviaria situata nel quartiere di Yongsan-gu, a Seul, in Corea del Sud, ed è servita dalla  linea Jungang del servizio ferroviario metropolitano Korail, e fermano solo i treni locali.

## Storia
La stazione è stata aperta il 1º ottobre 1917 sulla linea Jungang e nel 1984 il fabbricato viaggiatori è stato sopraelevato sopra il piano dei binari.

## Linee
Korail
■ Linea Jungang (Codice: K112)

## Struttura
La stazione, in superficie è dotata di un marciapiede a isola con due binari passanti.
| 1 | ■ Linea Jungang | per Ichon e Yongsan                                                 |
| 2 | ■ Linea Jungang | per Wangsimni, Cheongnyangni, Deokso, Paldang, Yangpyeong e Yongmun |

## Stazioni adiacenti
| «             | Servizio      | »             |
| Linea Jungang | Linea Jungang | Linea Jungang |
| ------------- | ------------- | ------------- |
| Ichon         | Locale        | Hannam        |
| Transito      | Espresso      | Transito      |